# Mobbning
För det ornitologiska begreppet, se Mobbning (djurbeteende)
Mobbning (även kränkande särbehandling) innebär att en eller flera personer utsätts för systematiska trakasserier inom en social grupp. Det kan involvera våld, hot om våld eller utfrysning och kan förekomma på exempelvis arbetsplatser, i skolan, inom grannskap, inom administration (av anställda på kommunen, av tjänstemän på polisstation, på domstolar, inom vården, exempelvis på psykiatriska kliniker etcetera), inom militärlivet eller i andra sammanhang inom olika grupper. En person som mobbar en annan kallas mobbare. Mobbning kan involvera ett eller flera av det som juridiskt benämns misshandel, olaga hot, förolämpning, förtal, övergrepp i rättssak, stöld, skadegörelse, olaga frihetsberövande, ofredande och sexuellt ofredande. Vissa av de inslag som omfattas av mobbningsbegreppet räknas även som psykiskt våld. Ordet förekommer i Sverige från 1969.
Mobbning handlar i många fall om att skaffa sig makt och status. Studier visar att mobbare vanligen har gott självförtroende och begränsad empati (Olweus, 1991). Mobbare trivs med den makt det innebär att kunna kontrollera och trakassera en annan individ. För att uppnå sitt mål behöver mobbarna den tysta massan till hjälp, det vill säga betraktare, som höjer mobbarens status genom att avstå från att ingripa. För att stävja mobbning är det nödvändigt att ingripa mot dem som mobbar. Som ett led i förebyggande arbete är det också önskvärt att få följeslagarna eller betraktarna att reagera och agera, det vill säga sänka toleransen för mobbning.

## Definition och varianter

### Mobbningsbegreppet
Enligt Hans-Edvard Roos går begreppet mobbning att härleda så långt som trehundra år tillbaka i tiden. Ordet "mobb" betyder "den föränderliga, opålitliga hopen" och att mobba betyder följaktligen att "pöbla" eller "bråka i gäng eller grupper". Den engelska "mobben" var en folkmassa som uppviglats av någon i politiska syften. Engelskans variant "mobbing" har en mer specifik betydelse som involverar gängbildning, och den korrekta översättningen är istället "bullying" . Samtidigt har dock "bullying" en snävare åsyftning, mer jämförbar med "översitteri" än "mobbning".
Några personer som varit eller är engagerade i arbetet mot mobbning är Christer Olsson (psykolog), Gunnar Höistad, Peter-Paul Heinemann, Dan Olweus, Anatol Pikas, E. Roland, R. Welin, Heinz Leymann, Anita Hogeborn-Kullander och Björn Hultman.

### Metoder för mobbning
Flera olika metoder används för mobbning:
- Fysisk mobbning (slag, sparkar, knuffar, dra i håret, tafsa, kalsongryck, trycka upp mot vägg, förstöra kläder, väskor eller skolarbeten med mera)
- Verbal mobbning (rykten, förtal, härskartekniker, hån, hot, glåpord, öknamn, klotter, nedsättande kommentarer)
- Psykisk mobbning (blickar, suckar, iakttagelser, kommentarer, utfrysning, imitationer (till exempel imitera någons haltande, sätt att tala, etcetera), vända ryggen till, inte lyssna på förslag, flytta sig om någon sätter sig bredvid, resa sig upp och lämna sällskap när någon anländer, ignorera, ogrundad portning och svartlistning),
- E-mobbning (rykten via exempelvis chattprogram eller communityn, förtal via Internet-sidor, hot via SMS, spridning av bilder och filmer på till exempel Internet utan godkännande med mera, trakasserier på forum, bloggar och wikier) även känt som näthat, doxing
- Övriga former (beställa varor, göra ansökningar, skriva insändare och kontaktannonser i den mobbades namn, sprida den mobbades kontaktuppgifter)

Mobbning finns inte som brottsrubricering i svensk lagstiftning, men de handlingar som kan ingå i begreppet är ofta brottsliga. Att knuffa någon så att det orsakar smärta är exempelvis misshandel. Att utge sig för att vara en annan person genom att förfalska namnteckning kan vara urkundsförfalskning.

## Mobbning i olika miljöer

### Mobbning i skolan

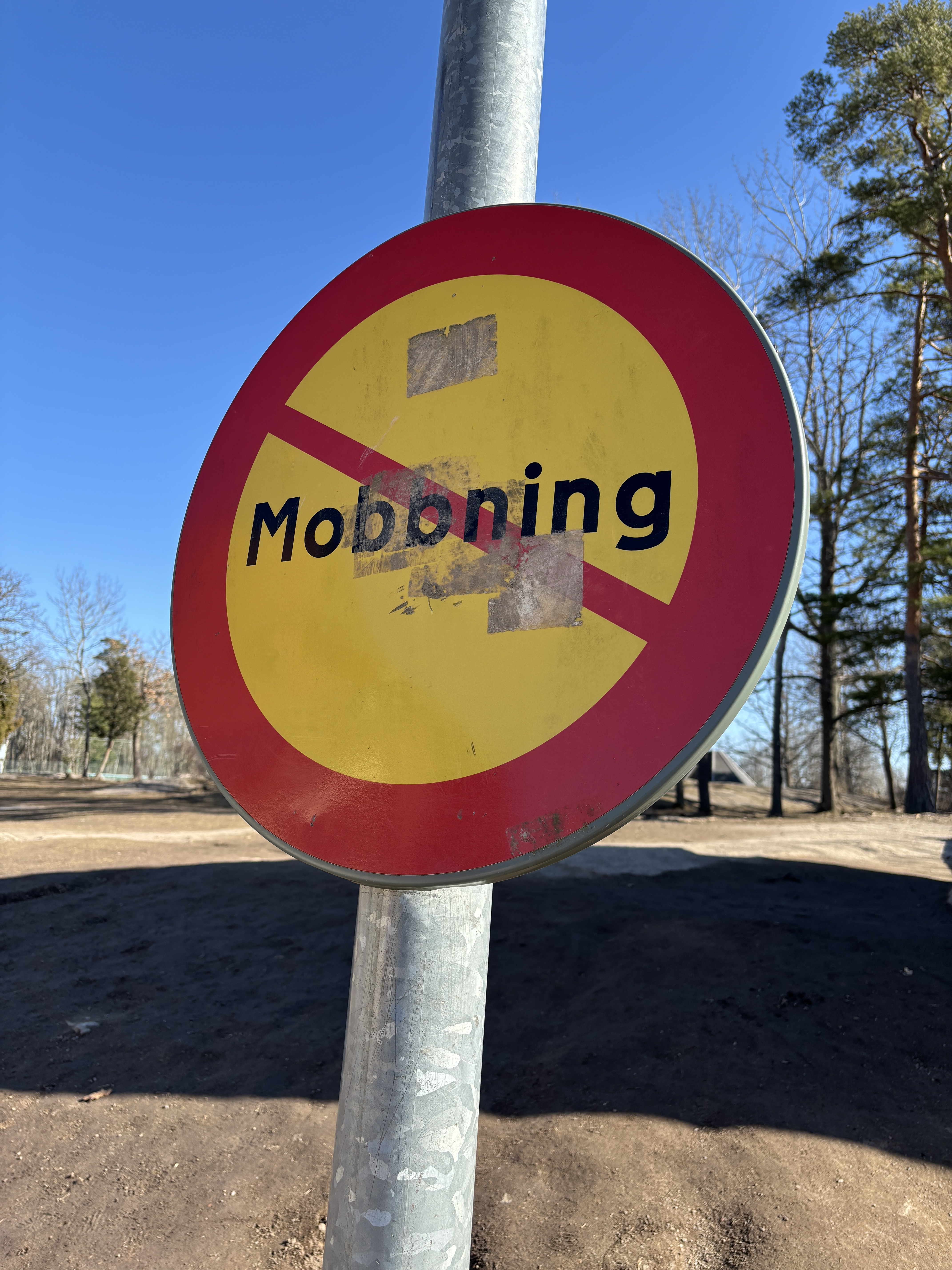
Mobbingförbud på skolgård

Dan Olweus, professor som forskat om skolmobbning, dementerar teorin om att mobbare skulle vara svaga. Tvärtom menar Olweus att mobbare har bättre självförtroende än de flesta men samtidigt är aggressiva och i avsaknad av empati och oftast har haft en dålig uppväxt med mycket våld i hemmet. Det typiska mobboffret är däremot icke-aggressivt, ängsligt och har dåligt självförtroende, enligt Olweus. Forskning visar att skolbarn som mobbar blir kriminella betydligt oftare än andra senare i livet. De få studier som har gjorts på mobbade skolbarn i vuxen ålder visar att dessa är överrepresenterade när det gäller ångest och depression. En studie fann att ungdomar som mobbats även sex år senare hade ökad risk för depressiva symptom.
Mobbningsexperter tvistar om mobbning skall betraktas som ett övergrepp eller en konflikt. Anatol Pikas, som var den förste att publicera en bok om behandling av skolmobbning, skiljer mellan behandling av de övergrepp som (1) bevisligen äger eller ägt rum och (2) de som påstås ha inträffat. I det första fallet bör mobbarna behandlas i enlighet med lagen och/eller skolans värderingar. I det andra fallet bör hanteringen undvika skuldutredning och istället rikta in sig på en långsiktig lösning som godtas av båda parter på lika villkor och kan stödjas av den ansvarige vuxne. Han eller hon intar rollen av terapeutisk medlare som utan invändningar hör de inblandade parternas versioner och förstärker deras konstruktiva förslag. Först i individuella samtal, sedan i gruppmöten där den gemensamma lösningen förstärks och uppföljning fastställs..
Metoden har kritiserats bland annat av professor Dan Olweus, som menar att mobbning inte är en konflikt utan ett övergrepp. Att mobboffret förmås göra eftergifter gentemot förövarna uppfattar Olweus som en ytterligare kränkning av den utsatte. Olweus metod mot mobbning bygger istället på gränssättning för eleverna genom beröm och sanktioner, kombinerat med ett varmt vuxenengagemang.
Även Dagens Nyheter 2010-08-23 tar upp mobbningen i skolorna och presenterar följande statistik: Totalt 6,5 miljoner kronor har krävts vid 78 mobbningsfall, men endast totalt 1,6 miljoner kronor har betalats till 43 mobbningsfall. I de flesta fall rör det sig om symboliska belopp. 45 barn om året tar livet av sig på grund av mobbning och cirka 60 000 blir mobbade varje dag i Sverige.

### Mobbning bland vuxna
Under senare år har mobbning bland vuxna, främst på arbetsplatser tilldragit sig mer uppmärksamhet. Mobbning bland vuxna involverar sällan våld eller hot om våld, däremot ofta exkludering från sociala sammanhang. Vuxna mobbare hävdar ofta att det inte är mobbning de ägnar sig åt och kan därför försvara sitt handlande i termer av att "jag behöver inte prata med människor som irriterar mig" eller "jag bestämmer vem jag vill bjuda på min fest". Sexuell diskriminering och ibland även sexuella trakasserier, ofta riktat mot en person av underrepresenterat kön på en arbetsplats, är också en form av mobbning bland vuxna.
Subtila påhopp och falska anklagelser/falsk ryktesspridning är några metoder som många vuxna mobbare använder sig av.
Vuxenmobbning kostar samhället mycket pengar, i och med omfattande rehabiliteringsprogram som ibland kan behövas för de utsatta personernas ohälsa. Ur nationalekonomisk synvinkel är i grunden onödiga förtidspensioneringar väldigt kostsamma, speciellt där förtidspensionering äger rum många år före ordinarie pensionsåldern.
Mobbning bland vuxna på till exempel arbetsplatser kan bero på en dålig struktur eller ledning i ett arbetslag, vilket kan bidra till att många börjar må dåligt. Till slut kan en syndabock utses, någon som kanske inte ens har med saken att göra. Det kan även vara så att det finns en eller flera psykopater i arbetslaget som till exempel blir avundsjuka på en eller flera arbetskamrater som är bättre i någonting och då får behov av att sänka personen/personerna för att själva framstå i bättre dager. Den eller de som mobbar kan också känna ett behov av att ta makten eller kontrollen över en person eller situation på arbetsplatsen. Genom olika manipulativa knep kan dessa på ganska kort tid vända arbetslaget mot dessa, som i värsta fall måste sluta.
I Dagens Nyheter har under maj/juni 2010 temat vuxenmobbning behandlats i en rad artiklar, som på tidningens nätupplaga föranlett tusentals kommentarer från läsarna. Det är tydligt, att problemet har stor omfattning speciellt i länder som Sverige, där de mobbade har obetydlig hjälp från lagstiftningens sida, i motsats till exempelvis Frankrike där påföljden kan bli fängelse för mobbaren. Är mobbaren dessutom chef blir skadorna oftast betydligt värre än om mobbaren är en arbetskamrat. Omgivningens passivitet är en viktig faktor, som gör att mobbningen kan fortgå under lång tid, ibland åratal.
"Platta organisationer" är mindre känsliga än "pyramidformiga organisationer" med många chefer på mellannivåer, som ostörda kan ägna sig åt att mobba utvalda underställda medarbetare. En god regel är, att det aldrig bör förekomma mer än fyra nivåer inom organisationen, även om den är mycket stor. Skillnaden mellan att vara en ledare och att endast vara en chef är tydlig. En ledare förmår att entusiasmera hela arbetsgruppen, vilket en chef inte alltid förmår.
I en artikel i DN har man bland annat belyst det förhållandet att personer i chefsställning får sitta kvar medan utsatta för mobbningsövergrepp sparkas. Och kostnader för skadestånd belastar verksamhetsbudgeten snarare än genom skadestånd mot ansvariga. En taktik som förekommer är att en chef påstår att det finns klagomål men att det saknas grund för det, påstådd psykisk sjukdom utan belägg och protokollösa trakasserisamtal. Alltihop utan någon som helst dokumentation eller substans.
Arbetsmarknadsminister Sven Otto Littorin kommenterade DN-artiklarna och efterlyste obligatoriska kurser om arbetsmiljö för blivande chefer. En VD bör aldrig acceptera chefer som inte får sina anställda att må bra, deklarerade han. Åtgärden har dock ingen straffsanktion mot överträdelser.
10 000 - 30 000 långtidssjukskrivningar anses bero på mobbning i arbetet.
Enligt AFS 1993:17 utgör mobbning (kränkande särbehandling) ett brott mot arbetsmiljölagen, i likhet med trasiga skyddsräcken eller asbestföroreningar. "Med kränkande särbehandling avses återkommande klandervärda eller negativt präglade handlingar som riktas mot enskilda arbetstagare på ett kränkande sätt och kan leda till att dessa ställs utanför arbetsplatsens gemenskap". Arbetsgivaren är skyldig att förhindra att sådant inträffar.
I ett intyg från docent Henrik Jonsson för en patient (10/2-2009) sägs bland annat att "fackföreningar och myndigheter" är orsak till stort lidande. Detta på grund av dessa organisationers oförmåga att agera adekvat. I en DN artikel 2010 nämns bland annat hur Kammarrätt, Försäkringskassa, Länsrätt och det lokala facket alltför ofta avfärdar övergrepp som mobbning.
I en artikel i DN ges exempel på ett företag med en omsättning på 350 miljoner och 90 anställda där chefen orsakar stora offentliga utgifter i form av livränta, rehabilitering, rättegångskostnader och förlorad skatteintäkt. Utan att detta belastar företaget på något sätt.
Sverige var först i världen 1993 med att koppla ihop vuxenmobbning till skenande sjuktal och göra "kränkande särbehandling" till ett arbetsmiljöbrott. Trots det har Sverige 2010 som enda land i Europa som inte fällt någon.
Professor Robert Sutton vid Stanford skrev en bok "The No Asshole Rule". Budskapet: "En enda chefskanalje räcker för att förgifta klimatet, sänka produktiviteten, dumpa aktiekursen och skicka kollegorna till doktorn." Kapitalismen har inte råd med sådant. Ut med skitstövlarna! Till Suttons häpnad blev boken en bästsäljare i Frankrike och Japan. "När också aktieägarna oroas betyder det att problemet är verkligt".
FN-organet ILO uppskattar att stress och psykiska övergrepp på arbetsplatser kostar EU-länderna mellan 0,5 och 3,5 % av BNP. En kostnad i storlek med Sveriges försvar. "största enskilda posterna av sjukpengen .. går .. till att städa efter sjuka organisationsplaner, fega chefer, intrigörer, översittare, dussinknölar samt en och annan psykopat."
Mobbning har använts av chefer för att förmå personal att begå tjänstefel, "På hösten 2006 anmäler hon en avvikande mening. Ett barn berättar om misshandel, det är inte första gången, Lövdén ser det som sin plikt att göra en anmälan. Men hennes chef, vi kallar henne B, förbjuder detta, utan att uppge skäl. "Jag vägrar begå tjänstefel", säger Lövdén."

### Genusperspektiv
En studie från 2009 visar att kvinnliga chefer mobbar mer än manliga chefer. För kvinnor ökade risken för att bli mobbade med 100 procent med kvinnlig chef. För män ökade risken att bli mobbade med 80 procent med kvinnlig chef. Studien gjordes på beställning av Eurofound och inkluderade 21 000 respondenter.
En studie som undersökte mobbning, BMI och framtida depressiva symptom fann en signifikant interaktionseffekt som såg olika ut för kvinnor och män.

## Mobbningsbegreppet i svensk lagstiftning
Från den 1 april 2006 började en ny lag gälla – 2006 års diskrimineringslag (SFS 2006:67). Denna lag syftade både till att ge elever i det svenska skolväsendet ett skydd mot diskriminering men även ett skydd mot annan kränkande behandling. Lagen avskaffades 2009. I lagens förarbete  skriver regeringen att begreppet annan kränkande behandling motsvarar det som i vanligt tal kallas för mobbning. I lagen ( 13 §) står det: ” Huvudmannen för verksamheten, rektorn eller någon med motsvarande ledningsfunktion eller personal får inte utsätta ett barn eller en elev för annan kränkande behandling”.
I lagen ställdes krav på skolhuvudmännen att vidta ett aktivt förebyggande arbete mot mobbning, att upprätta likabehandlingsplaner samt att utreda och vidta åtgärder mot kränkande behandling. Lagen avskaffades 2009 och ersattes med Diskrimineringslag (2008:567). 
Vidare kan en elev som blivit mobbad väcka talan mot skolhuvudmannen och kräva skadestånd. En särskild ombudsman (Barn- och elevombudet) inrättades vid Statens skolverk för att föra elevens talan.
Enligt arbetsmiljölagen har alla anställda rätt till en bra arbetsmiljö, och det är arbetsgivarens ansvar att i samverkan med medarbetare och fack förebygga ohälsa. När det gäller mobbning i arbetslivet har Arbetsmiljöverket gett ut föreskrifter mot kränkande särbehandling . Dessa föreskrifter är emellertid vare sig straffbelagda eller vitessanktionerade. Verket tar sig heller inte an enskilda mobbningsfall. I praktiken innebär detta att arbetsgivaren kan delta i mobbning eller underlåta att agera utan konsekvenser.
Lagen innehåller en förteckning på åtta typiska mobbningsbeteenden:
- Förtal
- Undanhållande av information
- Saboterande av arbetsuppgifter
- Utfrysning, åsidosättande, negligering
- Försök att injaga rädsla
- Överkritiskt bemötande, förolämpningar
- Kontroll av arbetstagaren i syfte att skada
- Omotiverade förflyttningar, fråntagande av arbetsrum eller arbetsuppgifter, med mera.

Alla fackföreningar har någon form av arbete för att förhindra mobbning på arbetsplatserna och medverkar ofta för att lösa konflikter i grupper, antingen som representant för den mobbade eller i egenskap av "katalysator". Om man som mobbad behöver hjälp att lösa problemen kan man vända dig till sin lokala fackförening, skyddsombud eller det centrala facket om man känner att man saknar förtroende för den lokala avdelningen. Viss försiktighet bör dock iakttas då fackliga representanter kan ha alltför starka band till de personer som utövar trakasserier och övergrepp.
Diskrimineringslagen i skolan, som även innefattar mobbning, gäller inte i arbetslivet. Om någon arbetstagare trakasseras av andra skäl än etnisk bakgrund, kön, trosuppfattning, sexuell läggning eller funktionshinder, så finns det ingen ombudsman som den drabbade kan vända sig till för att driva en skadeståndsprocess. Detta innebär i praktiken att offret självt måste stå för rättegångskostnaderna vid en eventuell förlust. Därmed är det nästan omöjligt för den som mobbas i arbetslivet att få upprättelse om trakasserierna inte faller under diskriminering. Många drabbade blir istället sjukskrivna och förtidspensionerade.
"I början av 1990-talet diskuterade en expertgrupp vid Justitiedepartementet en skärpning av lagstiftningen mot trakasserier på jobbet. Juristerna hade starka invändningar. Problemet bestod inte att mobbningsfallen skulle vara svåra att utreda. Men det skulle bli väldigt dyrt."
Lagstiftning i andra länder:
- Sverige: Mobbning är brott mot arbetsmiljölagen.
- Frankrike: Mobbning på arbetet kriminaliserat sedan 2002.
- Belgien, Kanada, Australien: Kan rendera skyhöga skadestånd.
- USA, 16 delstater: Lag utarbetas för att möjliggöra skadeståndsansökningar.
- Storbritannien: Enskilda domar har fällts som avskräckande exempel. I ett fall utdömdes åtta miljoner svenska kronor till en förtvivlad anställd.

Var tredje infödd svensk som uppsöker psykiatrin visar tecken på PTSD, skriver Per Borgå i Läkartidningen nr 47/05. Orsaken kan vara "naturliga" trauman, som överlevande från färjan "Estoniakatastrofen". Men de svåraste fallen är människors verk, säger Borgå. Häpnadsväckande många. "Posttraumatiskt stressyndrom är en folksjukdom", skriver Borgå i sin artikel.
Den som råkar ut för arbetsplatser som utsätter personal för övergrepp som mobbning bör:
- Dokumentera allt.
- Leta nytt jobb direkt.
- Ordna egen advokat om möjligt. För att föra talan om skadestånd.
- Kontakta personer eller organisationer som hjälper till till exempel "Organisation mot mobbning".

### Metoder för att utreda och motverka mobbning
Faktaundersökning är namnet på en metod som utvecklats i Norge för att utreda och motverka kränkande särbehandling, exempelvis mobbning, i arbetslivet. Metoden har liknats vid en polisiär utredning och lägger stor vikt vid att såväl anmälaren som den som anmäls ska behandlas med respekt och rättvisa.
I Sverige har bland annat Falun använt sig av modellen. De två norska mobbningsforskarna Helge Hoel vid universitetet i Manchester och Ståle Einarsen vid universitetet i Bergen, har utvecklat en metod att utreda och motverka kränkande behandling i arbetslivet.
Projektet genomfördes tillsammans med representanter för arbetsmarknadens parter och för norska arbetsmiljöverkets i det treåriga projekt ”Jobbing uten mobbing”. Metoden lanserades 2007 och har sedan dess spritts inte minst i Sverige.
Grundidén är att när ord står mot ord om mobbning kan man genom att undersöka anmälningen på ett systematiskt och genomtänkt sätt få korrekt fakta på bordet och ta reda på vad som egentligen har hänt. På så sätt kan man i rimlig tid sätta punkt i ett ärende, istället för att dra ut på det – eller i värsta fall inte göra någonting.
Enligt modellen går en extern, opartisk utredare in när det finns en uppgift om kränkande behandling. Utredaren tar reda på vad det är som har hänt. Detta blir sedan underlag för agerande för arbetsgivaren som också har det juridiska ansvaret för att göra något åt kränkande behandling.
Det är viktigt att processen upplevs som rättvis av samtliga parter.
Förfarandet har liknats vid en förundersökning. Metoden har använts bland annat i Falun.